# Tony Karam
Pour les articles homonymes, voir Karam.
Tony Karam, né à Hadath en 1956, est un homme politique et un médecin libanais, membre des Forces libanaises (FL) de Samir Geagea.
Il est chef du département des médecins des FL puis membre du comité exécutif de ce parti depuis 2005. Relativement inconnu du grand public, il est nommé en juillet 2008 ministre de l'Environnement au sein du gouvernement d'union nationale dirigé par Fouad Siniora, à la suite de l'accord de Doha.